# KZ-Außenlager Überlingen-Aufkirch

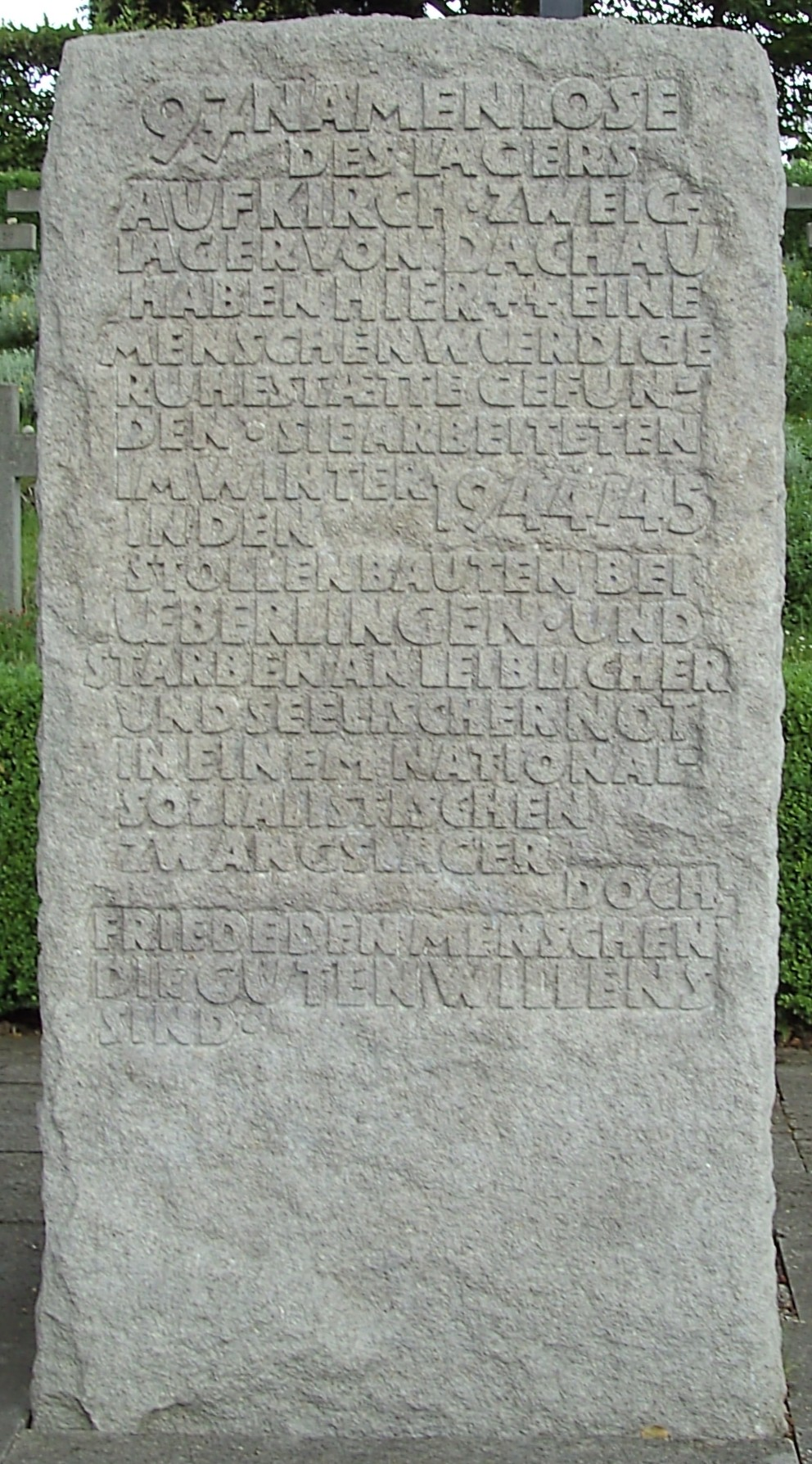
Gedenkstein auf dem KZ-Friedhof bei Birnau

Das KZ-Außenlager Überlingen-Aufkirch war ein Außenlager des KZ Dachau und bestand von September 1944 bis April 1945. Durchschnittlich 700 KZ-Häftlinge wurden beim Bau des Goldbacher Stollens eingesetzt, in den Rüstungsbetriebe aus Friedrichshafen verlagert werden sollten. Mindestens 170 Häftlinge wurden von der SS ermordet oder starben an den Lebens- und Arbeitsbedingungen.

## Vorgeschichte
Das Außenlager Überlingen-Aufkirch entstand im Zuge der Untertage-Verlagerung kriegswichtiger Betriebe aus Friedrichshafen, einem Zentrum der Rüstungsindustrie des nationalsozialistischen Deutschen Reiches.
Ab Juni 1943 waren die Produktionsanlagen der Firmen Luftschiffbau Zeppelin, Maybach-Motorenbau, Zahnradfabrik Friedrichshafen sowie die Dornier-Werke Ziel alliierter Luftangriffe, bei denen bis Kriegsende nahezu alle Fabriken und weite Teile des Friedrichshafener Stadtgebiets zerstört wurden. Ab 1943 wurden Teile der Rüstungsproduktion dezentral in das Umland von Friedrichshafen verlagert.
Am 1. Mai 1944, drei Tage nach einem weiteren schweren Luftangriff auf Friedrichshafen, ordnete der „Jägerstab“, im Rüstungsministerium für die vermehrte Produktion von Jagdflugzeugen zuständig, den Bau von Stollen für die Friedrichshafener Unternehmen in Hohenems in Vorarlberg sowie in Überlingen am Bodensee an. In Überlingen standen unmittelbar an der Bahnstrecke Stahringen–Friedrichshafen Felsen aus Molasse an, einem weichen und leicht aushöhlbaren Gestein. Die Bauarbeiten begannen Anfang Juni 1944; geplant war eine Bauzeit von 100 Tagen.

## Außenlager
Zur Beschleunigung der Bauarbeiten wurden Häftlinge aus dem KZ Dachau angefordert. In erhaltenen Unterlagen des Stammlagers wird das Außenlager Überlingen-Aufkirch erstmals am 2. September 1944 erwähnt. In zwei Transporten im September und am 3. Oktober kamen circa 700 Häftlinge an den Bodensee. In Dachau waren die Häftlinge unter der Parole „Obstkommando“ zusammengestellt worden, um den Eindruck zu erwecken, es sei ein Einsatz im Obstanbau am Bodensee geplant.
In Überlingen wurde ein Konzentrationslager bei Aufkirch errichtet, etwa 1,5 Kilometer vom Stollen entfernt.
Das KZ bestand aus drei Schlafbaracken für je 270 Häftlinge, einer kleineren Baracke mit der Küche und der Krankenstation sowie dem Appellplatz.
Die Gesamtfläche von circa 3600 m² war mit zwei parallel verlaufenden, 2,8 Meter hohen Stacheldrahtzäunen umgeben, auf denen sich elektrisch geladene Drähte befanden. An den vier Ecken standen 6,5 Meter hohe, mit Scheinwerfern ausgestattete Wachtürme. Außerhalb des umzäunten Geländes lag gegenüber dem Lagereingang eine Baracke für die SS, ein Hundezwinger sowie die Unterkünfte für das Wachpersonal. Lagerkommandant war Georg Grünberg, der bereits im Außenlager Friedrichshafen in gleicher Funktion tätig war. Ihm unterstanden 25 SS-Mitglieder, die die Häftlinge bewachten.
Unter den Gefangenen befanden sich überwiegend politische sowie von der SS als „kriminell“ oder „asozial“ klassifizierte Häftlinge. Die größte nationale Gruppe waren Italiener, darunter auch Militärinternierte. 55 Slowenen waren als Partisanen der Osvobodilna Fronta bei Kämpfen im Gebiet von Ljubljana gefangen genommen worden. Andere Gefangene waren russischer, polnischer oder deutscher Herkunft. Zu den slowenischen Häftlingen gehörte Boris Kobe, der kurz nach Kriegsende Tarockkarten zeichnete, die Einblick in das Leben der Häftlinge geben.
Die Häftlinge arbeiteten sechs Tage pro Woche in zwölfstündigen Schichten beim Bau des Goldbacher Stollens. Ohne jegliche Vorkehrungen für ihren persönlichen Schutz waren sie sowohl beim Vortrieb mit schwerem Gerät wie Pressluftbohrern und Presslufthämmern beschäftigt als auch beim Abtransport des Aushubs, der auf Kipploren geladen, an das Ufer des Bodensees gefahren und dort ausgekippt wurde. Bei Sprengungen war es den Häftlingen untersagt, sich in die sicheren Bereiche der Stollenanlage zurückzuziehen. Einer der Häftlinge, Anton Jež, berichtete 1998 von stetigen Felsabbrüchen in der Firste der Stollen, bei denen Häftlinge getötet oder schwer verletzt wurden. Weitere Unfälle hätten sich beim Entfernen nicht explodierter Sprengladungen ereignet. Als „Glück“ für die unzureichend bekleideten und mangelhaft ernährten Häftlinge bezeichnete Jež die relativ milden Temperaturen, die im Winter im Stollen geherrscht hätten.
In Überlingen war die Existenz des Außenlagers bekannt: Bewacht von der SS und Hunden marschierten die Häftlinge zum Schichtwechsel durch die Straßen der Stadt. Anwohner versuchten teilweise, den Häftlingen Nahrungsmittel und Medikamente zukommen zu lassen. Dies wurde von einigen Wachen toleriert, von anderen durch Tritte oder Hundeeinsatz verhindert. Unterstützt wurden die Häftlinge auch vom späteren SPD-Landtagsabgeordneten Karl Löhle, in dessen Metzgerei Häftlinge Fleisch und Wurst für die Lagerküche abholten.

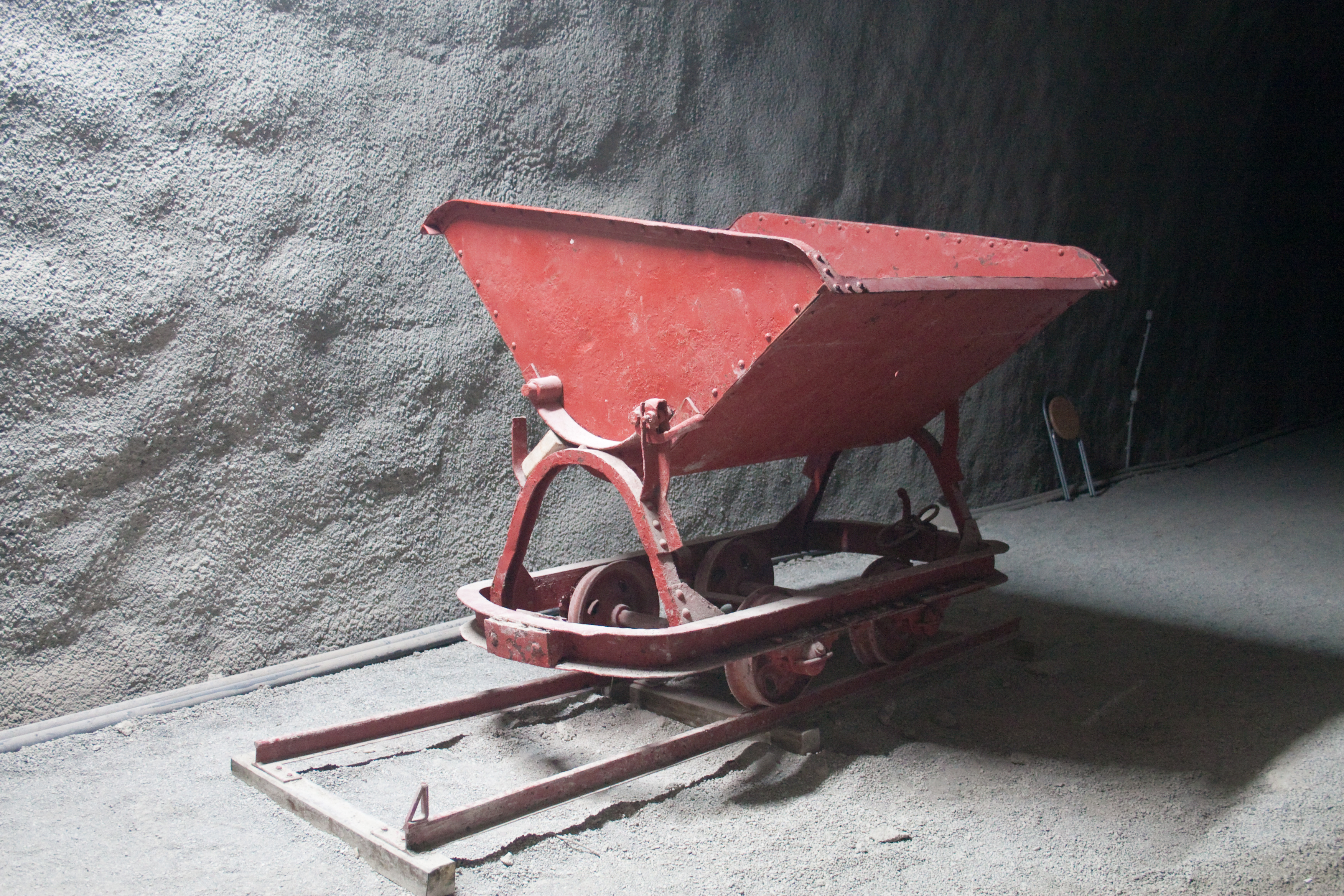
Im Goldbacher Stollen ausgestellte Kipplore, die zum Abtransport des Abraums diente

Am 21. März 1945 gelang zwei Häftlingen, dem Ukrainer Wassili Sklarenko und dem Österreicher Adam Puntschart, die Flucht nach Schaffhausen. Beide hatten sich im Stollen in einer Kipplore unter Gestein versteckt. Mithäftlinge überschütteten die Lore mit Dieselöl, um die Wachhunde am Stolleneingang zu täuschen. In nächtlichen Fußmärschen erreichten die Flüchtlinge Schweizer Staatsgebiet. Beide berichten, dass zuvor die Flucht eines Russen gescheitert war: Dieser wurde nach seiner Festnahme in den Hundezwinger gestoßen und vor den Augen der Häftlinge von den Wachhunden zerfleischt.
Nach Angaben von Alfred Hübsch, Blockältester im Außenlager, griff im Januar 1945 eine Läuseplage um sich, in deren Folge Häftlinge an Ruhr, Phlegmonen und Fleckfieber erkrankten. Die Schlafdecken und Strohsäcke der Häftlinge seien völlig durchnässt und die Toiletten und Waschräume mit Kot beschmutzt gewesen; es habe kein Heizmaterial, keine Seife und keine Handtücher gegeben. Am 4. April ließ Lagerführer Grünberg 214 schwerkranke Häftlinge aussondern und per Zug in das Außenlager Saulgau bringen.
Augenzeugen beschreiben die in Saulgau Angekommenen als „vollkommen abgemagert, fast verhungert und völlig verlaust“, als „halbe Leichen“ und „Todgeweihte“. Hübsch schildert die Auswirkungen der Haftbedingungen auf die Gefangenen:
„Die furchtbare Not, die Kälte, der Hunger, das Ungeziefer, die Erschöpfung, die Krankheiten, der Neid gegenüber den Paketempfängern, all das schier Unerträgliche, die Angst vor Ansteckung, der Gedanke an das Sterben noch kurz vor den in Bälde zu erhoffenden Befreiungstruppen General de Gaulles […] – all das machte die Menschen rasend, hysterisch, hart, böse und unkameradschaftlich. Jeder wurde des anderen Feind.“

## Das Massengrab am Degenhardter Wäldchen
Wie viele Häftlinge in Überlingen starben, ist nicht bekannt. Eine Mindestzahl von 170 ergibt sich aus zwei Beerdigungen auf dem Überlinger Friedhof, 71 Leichnamen, die im Krematorium Konstanz eingeäschert wurden, sowie 97 Leichen, die nach Kriegsende in einem Massengrab im Wald Degenhardt, südöstlich von Überlingen-Andelshofen gefunden wurden. Ein Denkmal am Tatort erinnert an die an dieser Stelle verscharrten toten Häftlinge mit folgender Inschrift:
„IN DIESEM WALDSTÜCK WURDEN 97 HÄFTLINGE AUS DEM KZ AUFKIRCH/ÜBERLINGEN IN EINEM MASSENGRAB VERSCHARRT. SIE STARBEN IM WINTER 1944/45 BEIM BAU DES GOLDBACHER STOLLENS AN DEN FOLGEN MENSCHENVERACHTENDER BEHANDLUNG UND BEI FLUCHTVERSUCHEN: DIE TOTEN WURDEN EXHUMIERT UND AM 9. APRIL 1946 AUF DEM KZ-FRIEDHOF BIRNAU BESTATTET.“
Das Massengrab wurde ab Februar 1945 benutzt, nachdem die Verbrennungen in Konstanz vermutlich wegen Kohlenmangel eingestellt worden waren.
Im April 1946 zogen die französischen Besatzungsbehörden internierte Nationalsozialisten und ehemalige Angehörige der Wachmannschaft zur Bergung der Leichen aus dem Massengrab heran. Eine Untersuchung ergab, dass zehn der 97 Opfer tödliche Schusswunden aufwiesen; die anderen waren an Schwäche, Misshandlungen, Hunger oder bei Arbeitsunfällen im Goldbacher Stollen gestorben.
Die Toten wurden nach einer nächtlichen Totenwache im Stadtzentrum von Überlingen am 9. April 1946 auf dem neu angelegten KZ-Friedhof Birnau unweit der Wallfahrtskirche Birnau bestattet. Der 1962 vom Volksbund Deutsche Kriegsgräberfürsorge neugestaltete Friedhof war im Oktober 1992 Ziel einer Friedhofsschändung, bei der alle Grabsteine umgeworfen und ein Denkmal mit Hakenkreuzen beschmiert wurde. Die Täter wurden gefasst und verurteilt. Seit Herbst 2001 informiert eine Tafel am Friedhof über die Namen der dort bestatteten Häftlinge, soweit sie bekannt sind.

## Befreiung

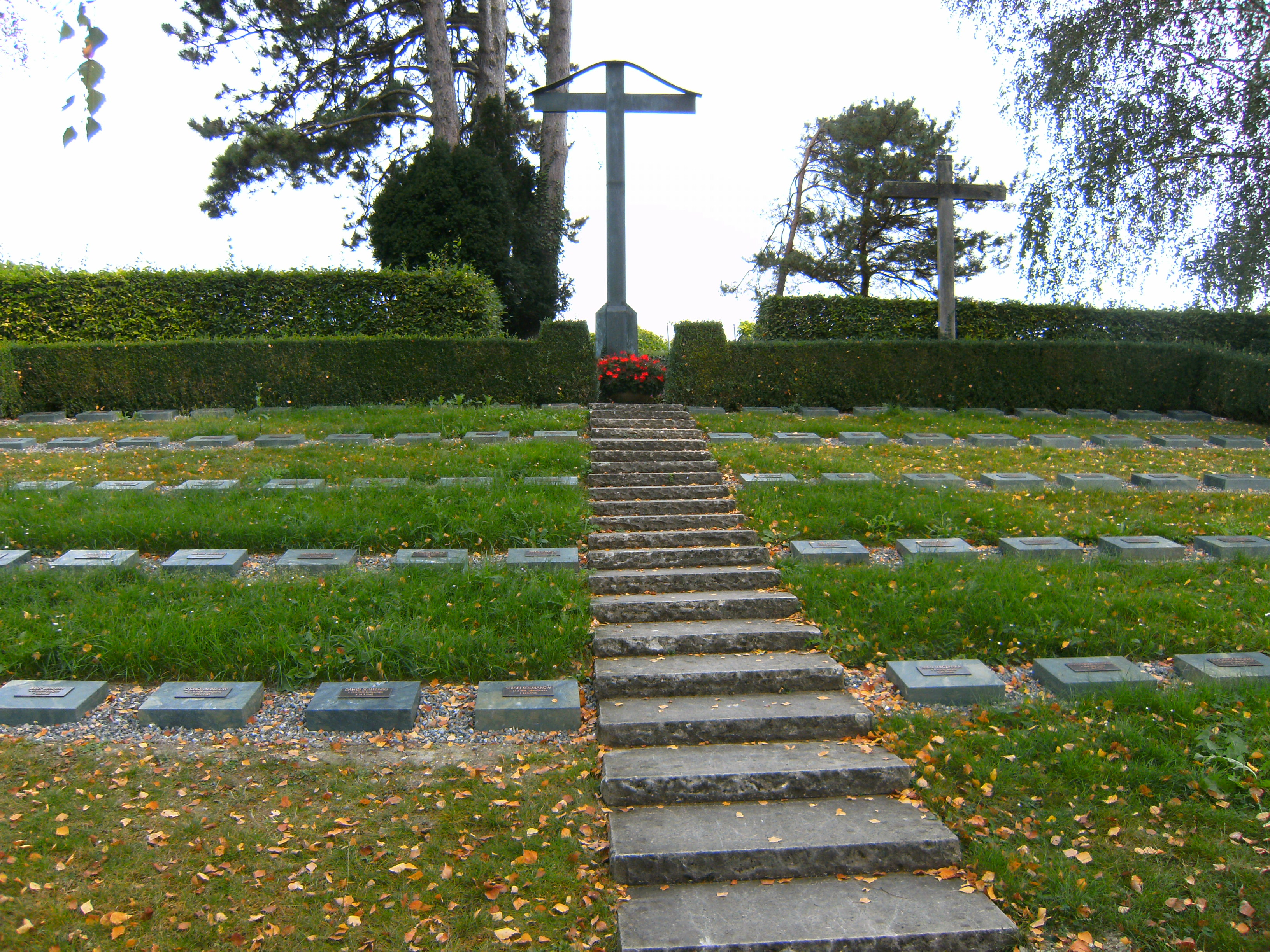
KZ-Friedhof Birnau: Gräber mit zwei Hochkreuzen

Am 25. April 1945 befreiten Verbände der 1. Französischen Armee Überlingen. Vier Tage zuvor waren die Überlinger Häftlinge per Zug in das KZ-Außenlager München-Allach evakuiert worden, das am 29. April von amerikanischen Verbänden erreicht wurde. Die Überlinger Feuerwehr hatte die Baracken des Außenlagers am 23. April niedergebrannt; offiziell, um die Ausbreitung von Seuchen zu verhindern.
Ein Wachmann des Außenlagers wurde im Frühjahr 1947 in den Rastatter Prozessen zum Tode verurteilt und hingerichtet. Die deutsche Justiz ermittelte in den 1950er und 1960er Jahren gegen den Lagerkommandanten Grünberg. Zu einer Anklageerhebung kam es nicht, da die Staatsanwaltschaft beim Landgericht München II das Verfahren „mangels begründeten Tatverdachts“ am 13. Dezember 1965 einstellte.
Unterstützt von der Zentralen Stelle in Ludwigsburg (ZStL) führte die Staatsanwaltschaft Konstanz in den 1960er Jahren ein umfangreiches Ermittlungsverfahren zum Außenlager Überlingen-Aufkirch durch. Das Verfahren wurde am 16. November 1967 durch die ZStL eingestellt, da die Ermittlungsergebnisse nicht zur Anklage einzelner Personen ausreichten.
Die Eingänge zum Goldbacher Stollen wurden 1947 auf Anordnung der französischen Besatzungsbehörden gesprengt. In den 1960er Jahren wurde ein neuer Eingang gebaut, um Instandhaltungsarbeiten zu ermöglichen. Zwischen 1983 und 1989 wurde die gesamte Stollenanlage saniert; in der Gegenwart wird sie als Winterquartier für Boote und Wohnwagen genutzt. Seit 1981 finden im Stollen regelmäßig Führungen statt. Die Stadt Überlingen errichtete 1984 eine Gedenkstätte am Eingang des Stollens. Seit 1996 befindet sich im Stollen eine Dokumentationsstätte. In der Nähe des Außenlagers wurde 1993 eine Gedenkstätte errichtet, die seit 2001 durch eine Informationstafel ergänzt wird.

## Filme
- Medienwerkstatt Freiburg: Unter Deutschlands Erde. Video, Freiburg im Breisgau 1983.
- Stephan Kern, Jürgen Weber: Wie Dachau an den See kam … Video, Querblick Medien- und Verlagswerkstatt, Konstanz 1995, ISBN 3-9804449-1-0.